# Melinda O. Fee
Melinda O. Fee (Los Ángeles, California; 7 de octubre de 1940-Sherman Oaks, California; 24 de marzo de 2020) fue una actriz estadounidense de cine y televisión. Es conocida principalmente por sus papeles en la serie El hombre invisible y la película A Nightmare on Elm Street 2: Freddy's Revenge.

## Biografía
Su madre era la actriz Astrid Allwyn y su padre era Charles Fee, ejecutivo de seguros. Su hermana menor, Vicki Fee, también fue actriz, aunque por breve tiempo tras su muerte en 1975. Se graduó con honores con una licenciatura en teatro de la Universidad del Sur de California, después de lo cual estudió durante un año en la Universidad de Uppsala en Suecia.

## Carrera
Su primer papel protagónico fue en la serie de televisión Love of Life. La mayoría de sus otros papeles televisivos fueron en telenovelas como Guiding Light como Charlotte Waring Fletcher Bauer desde 1971 a 1973, Days of Our Lives como Mary Anderson desde 1981 a 1982, y Santa Barbara como Olivia Welles desde 1987 a 1988. Actuó junto a David McCallum en la serie de televisión de corta duración Invisible Man (1975-1976), interpretando a la esposa del personaje principal, la Dra. Kate Westin. Fee también protagonizó películas hechas para televisión y ha sido estrella invitada en muchas series de televisión de la década de 1970, incluidas Quincy, The Bionic Woman, CHiPs, Eight is Enough y Dallas. En 1984, reemplazó de manera temporal a Brenda Dickson como Jill Foster Abbott en The Young and the Restless.
Apareció en los largometrajes The Unkissed Bride (1966), Fade to Black (1980) y A Nightmare on Elm Street 2: Freddy's Revenge (1985). Entre otras apariciones televisivas que hizo se encuentran My Favorite Martian, Lost in Space, Knight Rider y Beverly Hills, 90210, y tuvo un par de apariciones ganadoras en The Match Game con Gene Rayburn.
Se casó con Steven S. Harrison en 1985. A comienzos de la década de 1990 se retira de la actuación para dedicarse a su familia.

## Fallecimiento
La actriz Melinda O. Free murió el 24 de marzo de 2020, a la edad de 79 años, víctima de un derrame cerebral. La noticia de su deceso fue comunicado por su amiga la actriz Gilleigh McLain en la página de Facebook de Fee: "Con gran tristeza les digo, sus amigos de Facebook, que el 24 de marzo (2020), Melinda falleció"...“Tuvo un derrame cerebral masivo y falleció en el hospital. Ella no había solicitado ningún funeral ni memorial. Que Dios sostenga a Melinda, para siempre, en el hueco de su mano".

## Filmografía
| Año       | Película o serie                              | Personaje                     | Nota                                    |
| --------- | --------------------------------------------- | ----------------------------- | --------------------------------------- |
| 1965      | My Favorite Martian                           | Sylvia                        | Episodio: "Tim and Tim Again"           |
| 1966      | The John Forsythe Show                        | Miss Johnson                  |                                         |
| 1966      | I Dream of Jeannie                            | Cashier                       |                                         |
| 1966      | The Unkissed Bride                            |                               |                                         |
| 1966      | Lost in Space                                 | Fenestra                      | Episodio: "Space Circus"                |
| 1968      | Mannix                                        | Allison West                  |                                         |
| 1968      | Blondie                                       | Honey Hilton                  |                                         |
| 1969      | Love, American Style                          | Miss 45961                    | segmento "Love and the Dating Computer" |
| 1970      | Love of Life                                  | Victoria Randolph             |                                         |
| 1971-1973 | The Guiding Light                             | Charlotte Waring Bauer        |                                         |
| 1973      | The Young and the Restless                    | Jill Foster                   |                                         |
| 1974      | Lincoln                                       | Kate Chase                    |                                         |
| 1975      | Caribe                                        | Thea Blake                    |                                         |
| 1975-1976 | Invisible Man                                 | Dra. Kate Westin              | 13 episodios                            |
| 1977      | Quincy, M.E.                                  | Addie                         | Episodio: "An Unfriendly Radiance"      |
| 1977      | The Bionic Woman                              | Tammy Cross                   | 2 episodios                             |
| 1978      | Chips                                         | Sarah                         |                                         |
| 1979      | Dallas                                        | Cathy Baker                   |                                         |
| 1979      | Eight Is Enough                               | Gwen Elkhart                  |                                         |
| 1980      | The Aliens Are Coming                         | Gwendolyn O'Brien             | Película para televisión                |
| 1980      | Fade to Black                                 | Talk Show Hostess             |                                         |
| 1980      | Las Vegas                                     | Kay Drummond                  |                                         |
| 1981      | Flamingo Road                                 | Pat Simmons                   |                                         |
| 1982-1983 | Days of Our Lives                             | Mary Anderson Marshall        |                                         |
| 1983      | Casablanca                                    | Ynez                          |                                         |
| 1983      | Knight Rider                                  | Suzanne Weston                |                                         |
| 1984      | Three's a Crowd                               | Sra. Cartwright               |                                         |
| 1985      | Doin' Time                                    | Denise                        |                                         |
| 1985      | A Nightmare on Elm Street 2: Freddy's Revenge | Sra. Webber                   |                                         |
| 1986      | MacGyver                                      | Carol Lafferty                |                                         |
| 1987      | Cagney y Lacey                                | Rhonda Benson                 |                                         |
| 1987      | She's the Sheriff                             |                               |                                         |
| 1987-1988 | Santa Bárbara                                 | Olivia                        |                                         |
| 1988-1991 | Matlock                                       | Barbara Grayson / Marsha Gold |                                         |
| 1991      | Beverly Hills, 90210                          | Sra. Coolidge                 |                                         |
| 1991      | Changes                                       | Diana Maxwell                 | Película para televisión                |
| 1991      | California Casanova                           | Madam Luchband                | Último papel en cine                    |